# V.Smile
V.Smile è una console per videogiochi della VTech, azienda tornata sul mercato con tale console nel luglio del 2004 dopo aver prodotto negli anni ottanta la Creativision.
La console è progettata per bambini dai 3 ai 7 anni e consente anche l'apprendimento interattivo. I diversi videogiochi con i quali può essere corredata sono stati progettati con funzioni didattiche integrate nel gioco stesso.

## Descrizione
La console funziona con cartucce da gioco (chiamate smartridge), nel 2005 erano usciti circa 25 diversi giochi sviluppati per questa piattaforma. Tra i giochi disponibili alcuni hanno come protagonisti personaggi di fumetti o cartoni animati. La grafica può essere considerata al livello di quella per Super Nintendo, anche se con una linea estetica più moderna.
La console può essere connessa direttamente a un televisore tramite cavo AV composito, come la maggioranza delle console casalinghe.
Il joystick è studiato per una console che si rivolge a bambini in età pre-scolare e, per questo motivo, è dotato di pulsanti molto grandi. Può essere usato sia da utenti destrorsi che mancini ruotando il corpo centrale. È previsto il collegamento a un secondo joystick.